# Steinen (Švýcarsko)
Steinen je obec ve švýcarském kantonu Schwyz. Žije zde přibližně 3 400 obyvatel.

## Geografie
Steinen se nachází mezi masivem Rossberg a jezerem Lauerzersee ve středním Švýcarsku. Obec je na východě ohraničena údolní pánví Schwyzu a pahorkatinou Burg-Chämiloch.

## Historie

Letecký pohled (1963)

První historická zmínka o obci pochází z roku 1124 pod názvem Steina. Název pravděpodobně pochází od četných kamenů a dalších úlomků, které sem vyplavil protékající potok (správně Steiner Aa), a proto se obci kdysi říkalo Steina nebo Ze Stein.

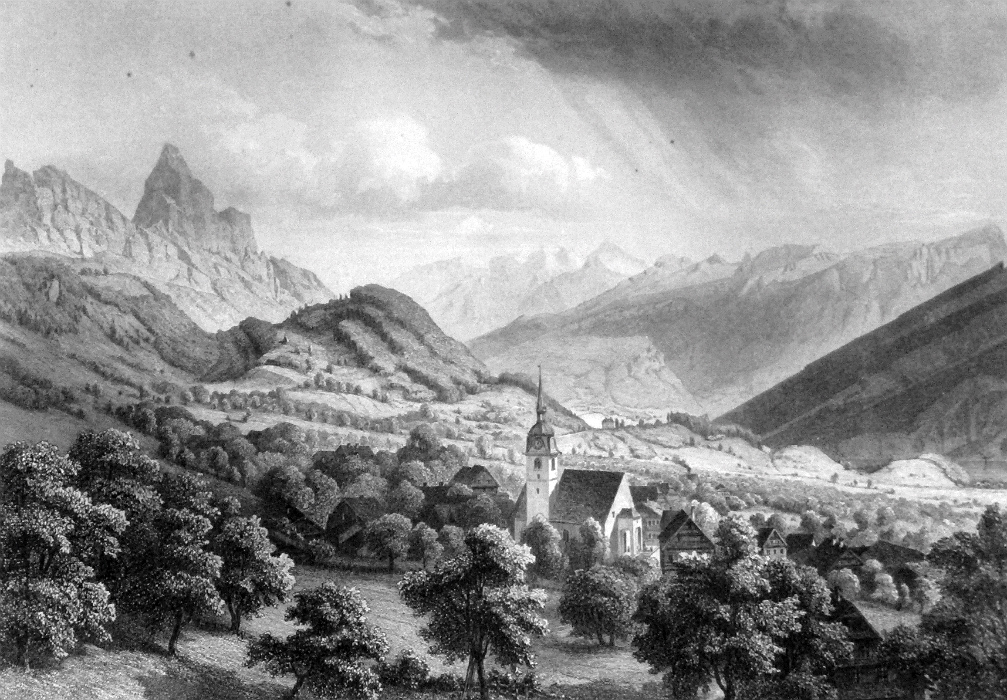
Steinen v 19. století

Ve 13. století mělo právo na Steinen a okolí opatství Einsiedeln. Některé statky patřící k panství Arth vlastnili Habsburkové ještě kolem roku 1300. Nicméně Steinen a jeho okolí již v té době mohly být považovány za součást údolí Schwyz. Kolem roku 1300 pocházelo několik místních rychtářů z rodiny Stauffacherů, která ve Steinenu žila; prameny, které nejsou doloženy, naznačují, že jim mohla patřit kamenná věž, jejíž základy jsou dosud patrné u domu Zur Krone na návsi. Lidé ze Steinenu se také účastnili různých procesí do opatství Einsiedeln. Farnost Steinen, která se po skončení sporu o Marchen v roce 1350 rozkládala od Steinerbergu a Sattelu až po Rothenthurm a Altmatt, tvořila jednu ze čtyř nebo šesti čtvrtí země Schwyz. Ve 14. století vedla ze Schwyzu přes Steinen stezka do Sattelu a k Curyšskému jezeru. Ze 14. století pochází obecní pec, druhá nejstarší svého druhu ve Švýcarsku.
Steinen měl na konci středověku regionální význam jako tržiště. V roce 1416 je poprvé zmiňován dobytčí trh na den svatého Mauritia (22. září); ve Steinenu se pravidelně konal také koňský trh. V roce 1572 je doložen horní mlýn ve Steinenu, který existoval ještě na počátku 21. století. Dlouho sloužil jako mlýn na obilí a krmivo, v roce 1932 přibyl mlýn na pšenici a v roce 1953 mlýn na výrobu koncentrovaných krmiv. Dolní mlýn je doložen z roku 1715, ale je pravděpodobně starší. Steinen byl až do 19. století důležitý jako tranzitní bod. Po vybudování silnice Schlagstrasse v letech 1859–1864, která spojila Schwyz přímo se Sattelem, byl pak Steinen odříznut od dopravy mezi Schwyzem a Curyšským jezerem. Navzdory výstavbě Gotthardské dráhy (1882), která přinesla nový hospodářský impuls, bylo mnoho obyvatel Steinenu v letech 1880–1930 nuceno emigrovat. Kromě zemědělství, které se zaměřovalo na chov dobytka, výrobu sýrů a pěstování ovoce (třešní), poskytovaly práci hamry na horním toku řeky Steineraa, které měly určitý význam od 18. do počátku 20. století. Od konce 19. století se oba mlýny staly významnějšími zaměstnavateli, přičemž horní mlýn od roku 1893 zásoboval obec elektřinou. Teprve v roce 1912 byl Steinen připojen k elektrické síti.

## Obyvatelstvo
| Vývoj počtu obyvatel | Vývoj počtu obyvatel | Vývoj počtu obyvatel | Vývoj počtu obyvatel | Vývoj počtu obyvatel | Vývoj počtu obyvatel | Vývoj počtu obyvatel | Vývoj počtu obyvatel | Vývoj počtu obyvatel | Vývoj počtu obyvatel |
| -------------------- | -------------------- | -------------------- | -------------------- | -------------------- | -------------------- | -------------------- | -------------------- | -------------------- | -------------------- |
| Rok                  | 1850                 | 1900                 | 1950                 | 1960                 | 1970                 | 1980                 | 1990                 | 2000                 | 2005                 |
| Počet obyvatel       | 1570                 | 1420                 | 1751                 | 1918                 | 2131                 | 2052                 | 2410                 | 2788                 | 3004                 |

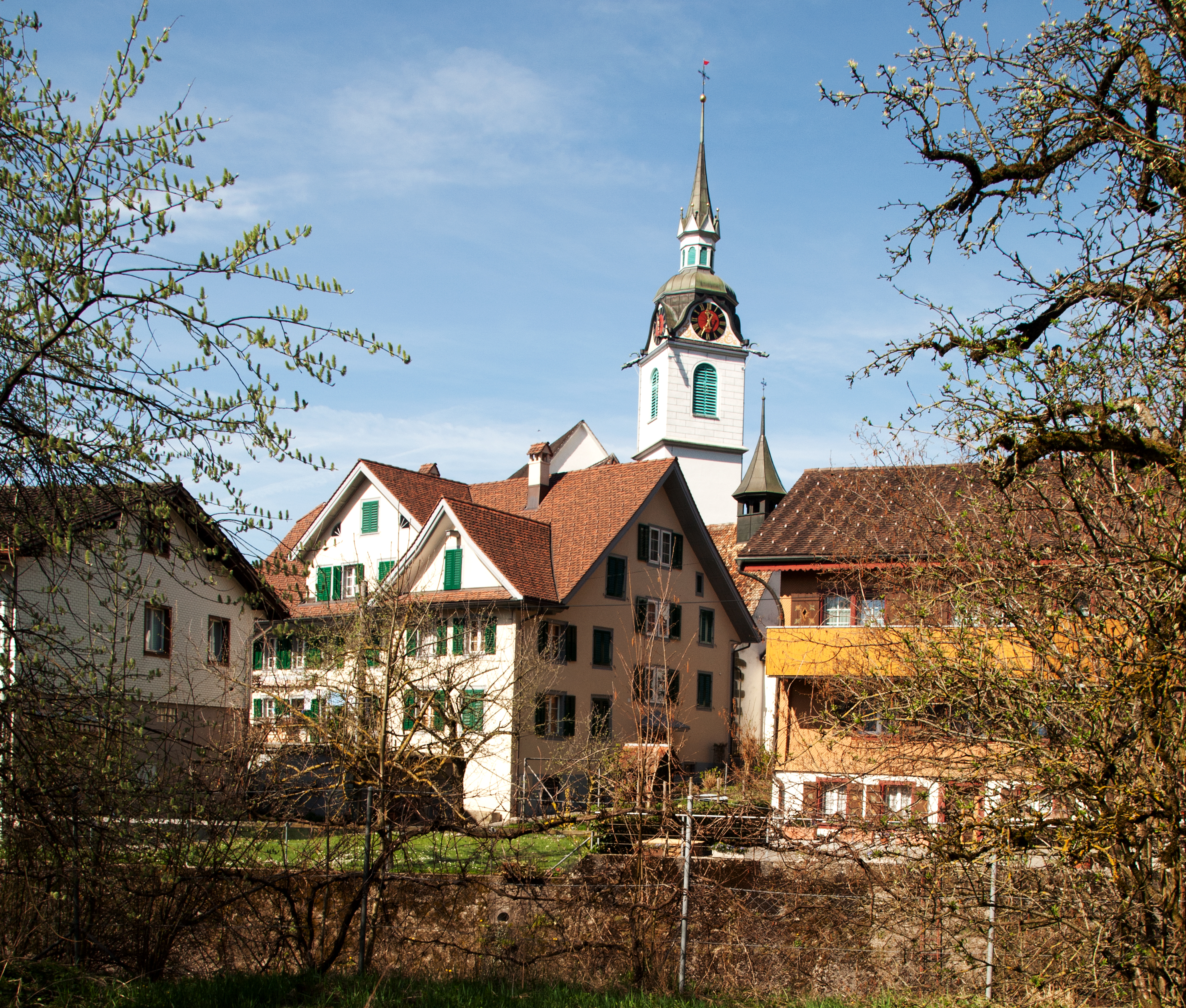
Kostel a centrum obce

Většina obyvatel (k roku 2000) hovoří německy (94,6 %), druhá nejčastější je italština (1,7 %) a třetí srbochorvatština (1,1 %).

## Hospodářství a doprava
Ve Steinenu jsou rozšířené drobné živnosti, zemědělství a pohostinství. Mezi jezerem Lauerzersee a železniční tratí, která je úsekem Gotthardské dráhy, leží průmyslová zóna Frauholz, kde se od roku 1960 nachází továrna na plasty Styro ag (dříve Spichtig & Co nebo Spichtig AG). Ve Steinenu se nacházela spolková zbrojovka (pobočka zbrojovky Seewen) a v roce 1993 zde byla postavena nová střední škola (MPS Steinen).
Nejznámějším produktem ze Steinenu je třešňová pálenka, zvaná Steiner Kirsch. V důsledku změn v zemědělství však mnoho ovocných stromů zmizelo a objemy vyráběného nápoje se tak značně snížily.
Severozápadně od nádraží provozuje SBB měnírnu, která přivádí trakční proud z elektrárny Etzel. Na trati Gotthardské dráhy se nachází malé nádraží, které je stejně jako mnoho jiných stanic automatizováno. Je obsluhováno pouze regionálními vlaky.